# Maurice Eisenblatter
Maurice Eisenblatter es un deportista francés que compitió en vela en la clase Tornado. Ganó una medalla de oro en el Campeonato Mundial de Tornado de 1990.

## Palmarés internacional
| \| Campeonato Mundial \| Campeonato Mundial \| Campeonato Mundial \| Campeonato Mundial \| \| Año \| Lugar \| Medalla \| Clase \| \| ------------------ \| ------------------------ \| ------------------ \| ------------------ \| \| 1990 \| Medemblik (Países Bajos) \| Medalla de oro \| Tornado \| |                          |                |         |
| Campeonato Mundial |                          |                |         |
| Año | Lugar                    | Medalla        | Clase   |
| 1990 | Medemblik (Países Bajos) | Medalla de oro | Tornado |